# Gilberto Milos
Gilberto Milos (ur. 30 października 1963 w São Paulo) – brazylijski szachista, arcymistrz od 1988 roku.

## Kariera szachowa
Wielokrotnie startował w finałach indywidualnych mistrzostw Brazylii, zdobywając 12 medali: 6 złotych (1984, 1985, 1986, 1989, 1994, 1995), 4 srebrne (1981, 2004, 2005, 2009) oraz 2 brązowe (2006, 2007). W 1987 podzielił I m. w Santiago, a w 1988 zwyciężył w Buenos Aires (wspólnie z Zenónem Franco Ocamposem). W 2000 podzielił I m. (wspólnie z Jurijem Kruppą) w Cappelle-la-Grande oraz odniósł duży sukces, zajmując III m. w pierwszym Pucharze Świata FIDE w Shenyang (w meczu półfinałowym przegrał z Jewgienijem Bariejewem). W 2002 triumfował w otwartym turnieju w Serra Negra. W 2003 zajął III m. w turnieju rozegranym w Santos, a w roku następnym podzielił w tym mieście II miejsce. W 2005 podzielił II m. (za Lázaro Bruzónem) w trzecich kontynentalnych mistrzostwach panamerykańskich, rozegranych w Buenos Aires oraz zwyciężył w turnieju strefowym (eliminacji do mistrzostw świata) w São Paulo. W 2006 zajął I m. w Guarapuawie, a w 2007 ponownie triumfował (wraz z Rafaelem Leitao) w turnieju strefowym. W 2008 r. podzielił I m. w São Paulo (dwukrotnie – z Rafaelem Leitao oraz Zhao Zong-Yuanem) i Santosie (z Sandro Mareco). W 2009 r. zdobył brązowy medal mistrzostw Ameryki.
Pomiędzy 1982 a 2010 r. dziesięciokrotnie reprezentował swój kraj na szachowych olimpiadach (w tym 5 razy na I szachownicy). W latach 1997–2004 uczestniczył we wszystkich pięciu turniejach o mistrzostwo świata FIDE, rozgrywanych systemem pucharowym. Najlepsze wyniki uzyskał w Groningen (1997) i Las Vegas (1999), w obu przypadkach awansując do III rundy.
Najwyższy ranking w karierze osiągnął 1 października 2000 r., z wynikiem 2644 punkty zajmował wówczas 38. miejsce na światowej liście FIDE, jednocześnie zajmując 1. miejsce brazylijskich szachistów.